# Marmarikdammen
Marmarikdammen (armeniska: Մարմարիկ ի ջրամբար: Marmariki dzjrambar) är en reservoar i Armenien. Den ligger i provinsen Kotajk, i den nordvästra delen av landet, 50 kilometer norr om huvudstaden Jerevan. Marmarikdammen ligger 2 019 meter över havet.
Trakten runt Marmarikdammen består i huvudsak av gräsmarker. Runt Marmarikdammen är det ganska tätbefolkat, med 149 invånare per kvadratkilometer.